# Peñascosa
Peñascosa község Spanyolországban, Albacete tartományban. Lakosainak száma 328 fő (2024).

## Földrajza
Peñascosa Alcadozo, Alcaraz, Robledo, Masegoso, Casas de Lázaro, Aýna, Bogarra és Paterna del Madera községekkel határos.

## Népesség
A település lakosságának változását az alábbi diagram mutatja:
| Lakosok száma | 403  | 392  | 383  | 399  | 399  | 366  | 333  | 334  | 320  | 328  |
|               | 2001 | 2004 | 2006 | 2009 | 2011 | 2014 | 2016 | 2019 | 2021 | 2024 |